# Mojmírovce
Mojmírovce – wieś i gmina (obec) w powiecie Nitra, w kraju nitrzańskim na Słowacji. Znajduje się na Nizinie Naddunajskiej w niewielkiej odległości na południe od miasta Nitra. Przez miejscowość przepływa Cabajský potok.